# Savigniorrhipis topographicus
Savigniorrhipis topographicus é um Arthropoda, da classe Arachnida, ordem Araneae e família Linyphiidae, criticamente em perigo de acordo com a a Lista Vermelha de Espécies Ameaçadas da União Internacional Para a Conservação da Natureza e dos Recursos Naturais (IUCN).

## Distribuição geográfica
É uma aranha endémica de ilha única restrita à ilha de São Jorge nos Açores, Portugal. É uma espécie rara, com Extensão de Ocorrência (EOO) (4-20 km2) e Área de Ocupação (AOO) restritas (4-20 km²), podendo ter níveis maiores que os registrados.

## Perda de hábitat
No passado, a espécie provavelmente declinou devido a mudanças no tamanho do hábitat, e há um declínio contínuo no EOO, AOO, extensão e qualidade do h[abitat, bem como o número de indivíduos maduros como resultado das invasões de plantas não nativas e pisoteio do solo por vacas leiteiras. Por ocorrer em um único fragmento de mata nativa (na Reserva Natural do Topo), a espécie está sob forte ameaça.

## Conservação da espécie
Algumas medidas de conservação são sugeridas para a manutenção da espécie:
(1) um plano de monitoramento de longo prazo da espécie;
(2) controle de espécies invasoras;
(3) restrições ao acesso de gado a esta área.